# Carlos Henrique dos Santos Souza
Carlos Henrique dos Santos Souza (Rio de Janeiro, 2 mei 1983) is een Braziliaans voetballer die als centrale verdediger speelt. Hij tekende in 2014 bij Fluminense, nadat hij jarenlang voor Girondins Bordeaux uitkwam.

## Clubcarrière
Henrique debuteerde in 2005 als prof voor Flamengo in de Braziliaanse Série A. In 2005 trok hij naar het Franse Girondins Bordeaux. Op 31 maart 2007 scoorde de centrumverdediger in de laatste minuut het enige doelpunt in de finale van de Coupe de la Ligue tegen Olympique Lyon. In 2009 werd hij met Bordeaux landskampioen. In 2013 won de Braziliaan met Bordeaux de Coupe de France. In negen seizoenen maakte hij acht doelpunten in 128 competitiewedstrijden voor de Zuid-Franse club. In 2014 keerde Henrique terug naar Brazilië, waar hij tekende bij Fluminense.

## Erelijst
| Kampioen Ligue 1      | 1x | 2008/09          |
| Coupe de France       | 1x | 2012/13          |
| Coupe de la Ligue     | 2x | 2006/07, 2008/09 |
| Trophée des Champions | 2x | 2008, 2009       |